# هربرت فرنسيس
هربرت فرنسيس (بالإنجليزية: Herbert Francis)‏ هو دراج أمريكي، ولد في 26 مايو 1940 في ميامي في الولايات المتحدة، وتوفي في 20 سبتمبر 1988.

## وصلات خارجية
- هربرت فرنسيس على موقع أرشيف الدراجات (الإنجليزية)
- هربرت فرنسيس على موقع أوليمبيديا (الإنجليزية)